# Leart Paqarada
Leart Paqarada, né le 8 novembre 1994 à Aix-la-Chapelle en Allemagne, est un footballeur international kosovar, possédant également les nationalités albanaise et allemande. Il évolue au poste de défenseur gauche au FC Cologne.

## Carrière

### En équipe nationale
Leart Paqarada est sélectionné en équipe d'Allemagne des moins de 17 ans en 2010, puis en équipe d'Albanie espoirs en 2014. 
Il représente ensuite le Kosovo et honore sa première sélection le 7 septembre 2014, lors d'un match amical contre Oman. Le Kosovo s'impose sur le score de 1-0 à Pristina.
Après avoir disputé plusieurs matchs amicaux avec le Kosovo, il participe aux éliminatoires du mondial 2018.

## Statistiques
| Saison                | Club                  | Championnat           | Championnat | Championnat | Coupe(s) nationale(s) | Coupe(s) nationale(s) | Kosovo | Kosovo | Total | Total |
| Saison                | Club                  | Division              | M.          | B.          | M.                    | B.                    | M.     | B.     | M.    | B.    |
| 2014-2015             | SV Sandhausen         | 2. Bundesliga         | 14          | 0           | 1                     | 0                     | 1      | 0      | 16    | 0     |
| 2015-2016             | SV Sandhausen         | 2. Bundesliga         | 29          | 0           | 2                     | 0                     | 3      | 0      | 34    | 0     |
| 2016-2017             | SV Sandhausen         | 2. Bundesliga         | 18          | 0           | 1                     | 0                     | 3      | 0      | 22    | 0     |
| 2017-2018             | SV Sandhausen         | 2. Bundesliga         | 31          | 3           | 1                     | 0                     | 3      | 0      | 35    | 3     |
| 2018-2019             | SV Sandhausen         | 2. Bundesliga         | 28          | 1           | 2                     | 0                     | 3      | 0      | 33    | 1     |
| 2019-2020             | SV Sandhausen         | 2. Bundesliga         | 32          | 1           | 1                     | 0                     | 3      | 0      | 36    | 1     |
| Sous-total            | Sous-total            | Sous-total            | 152         | 5           | 8                     | 0                     | 7      | 0      | 167   | 5     |
| 2020-2021             | FC St. Pauli          | 2. Bundesliga         | 30          | 1           | 1                     | 0                     | -      | -      | 31    | 1     |
| 2021-2022             | FC St. Pauli          | 2. Bundesliga         | 33          | 2           | 4                     | 1                     | -      | -      | 37    | 3     |
| 2022-2023             | FC St. Pauli          | 2. Bundesliga         | 32          | 3           | 2                     | 0                     | 2      | 0      | 36    | 3     |
| Sous-total            | Sous-total            | Sous-total            | 95          | 6           | 7                     | 1                     | 2      | 0      | 104   | 7     |
| 2023-2024             | FC Cologne            | Bundesliga            | 12          | 0           | 2                     | 0                     | 1      | 0      | 15    | 0     |
| Sous-total            | Sous-total            | Sous-total            | 12          | 0           | 2                     | 0                     | 1      | 0      | 15    | 0     |
| Total sur la carrière | Total sur la carrière | Total sur la carrière | 259         | 11          | 17                    | 1                     | 10     | 0      | 286   | 12    |